# Prélude et fugue en sol mineur (BWV 861)
Le Clavier bien tempéré I
Pour un article plus général, voir Le Clavier bien tempéré.
Le prélude et fugue en sol mineur (BWV 861) est le seizième couple de préludes et fugues du premier livre du Clavier bien tempéré de Jean-Sébastien Bach, compilé vers 1722.

## Prélude
Le prélude, noté , comporte 19 mesures. 

## Fugue
La fugue à quatre voix, notée , est longue de 34 mesures. C'est « l'une des plus parfaites et finement travaillées » du recueil, plus peut-être que toute autre et également l'une des plus pédagogiques.
L'origine du sujet est la fugue en mi  de l’Ariadne musica (1702) de Fischer, (d'où est extrait aussi le sujet de la fugue en mi majeur du second livre). Friedemann Bach, l'utilise également dans sa Fantaisie en ré mineur F. 19. Il se présente ainsi chez Fischer :

Le sujet de Bach, composé de onze notes et des sept notes de la gamme, est scindé en deux sections par un demi-soupir. La tête conduit au ton, alors que la traîne semble une réponse.

Pour élaborer le contre-sujet, Bach réemploie habillement le matériel du sujet, en procédant d'abord à un renversement des intervalles et ensuite à une permutation de la tête et de la traîne. Ce qui produit un effet de reflet entre le sujet et son contrepoint, au grand danger de trop de parenté thématique. Les trois premières notes du sujet étant parfaitement symétriques aux trois dernières  du contre-sujet (en prenant le ré).
La figure inversus-b est l'objet d'une utilisation spéciale (fin mesures 24–27), à la basse, dans le second divertissement (mesures 20–27), accompagnant l'apparition d'un nouvel élément thématique ; et mesures 30–31, lors du troisième en canon, avec rectus b, où Bach évidemment superpose les mouvements contraires.
La fugue n'est réellement à quatre voix qu'aux mesures 15–18 et dans la coda, où entre même une cinquième voix au ténor exposant une dernière fois le sujet — autre emprunt à Fischer — qui termine la fugue sur une cadence picarde. Le soprano fait silence de la mesure 6 à 14 et le ténor de 19 à 28.

Bach par deux fois use du canon, première fois mesures 17–18, entre basse et alto. La seconde fois, la sublime beauté de cette technique ingénieuse, qualifiée de « tour de force », est atteinte aux mesures 28–29, dans un canon soprano, ténor et basse pendant que l'alto chante le contre-sujet.

## Postérité
Emmanuel Alois Förster (1748–1823) a réalisé un arrangement pour quatuor à cordes de la fugue, interprété notamment par le Quatuor Emerson.
Théodore Dubois en a réalisé une version pour piano à quatre mains, publiée en 1914.